# Yanoconodon
Yanoconodon byl rod raně křídového savce z řádu Eutriconodonta.

## Charakteristika
Jedná se o blízkého příbuzného rodu Jeholodens, se kterým patří do čeledi Jeholodentidae. Janokonodontovy fosílie pocházejí z čínského souvrství Yixian (provincie Che-pej). Žil v době před asi 122 miliony let na území dnešní severovýchodní Číny.
Tento pravěký savec byl dlouhý přibližně 13 cm a vážil jen kolem 30 gramů. Pravděpodobně se jednalo o fosoriálního (hrabavého) savce, který ale mohl mít i arboreální (stromový) nebo semiakvatický (obojživelný) styl života. Patrně se jednalo o potravního oportunistu, živícího se rozmanitou dostupnou potravou (rostlinami a jejich částmi, bezobratlými živočichy, případně i malými obratlovci.